# 臺南景福祠
臺南景福祠，又稱佛頭港景福祠，位於臺南市中西區，該廟主祀福德正神，為臺南市唯一被列為古蹟的土地公廟，於民國七十四年（1985年）11月27日公告為三級古蹟，現則為臺南市的市定古蹟。

## 沿革

### 建廟

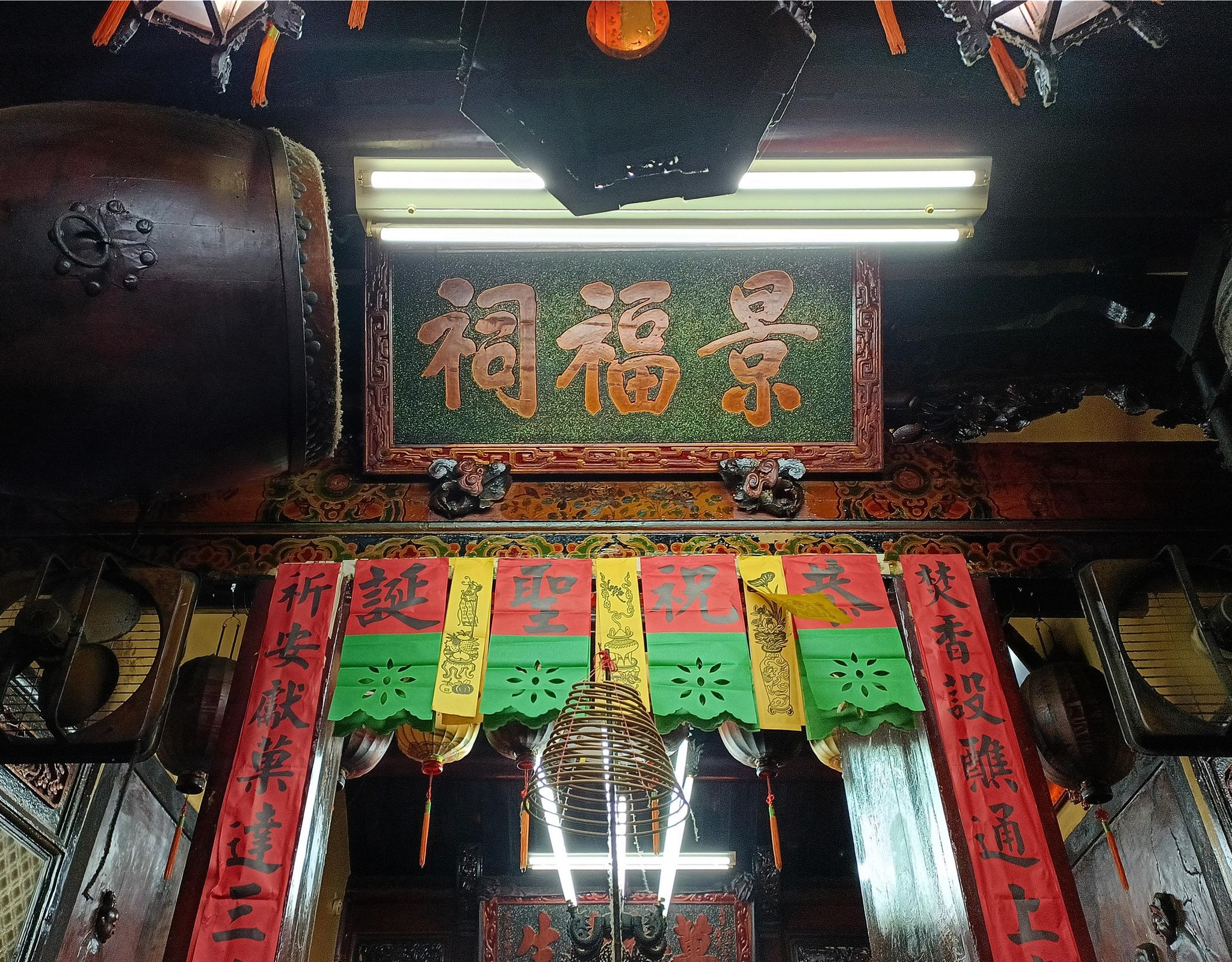
景福祠正額

目前無法得知景福祠具體的創廟年代，從相關記載推測，景福祠是在清乾隆十五年（1750年）期間所興建，原稱為「佛頭港福德祠」，所建立的區域在過去是臺灣府城西定坊的五條港之一的佛頭港，而佛頭港港道會在這裡分成「王宮港」、「媽祖港」與「關帝港」三條港道延伸進府城中的大天后宮與開基武廟一帶，亦即是景福祠為佛頭港上游的匯合處。

當時福德祠頗受重視，其中土地公作為佛頭港地區的守護神，更使得此廟極受當地商賈及搬運工人所尊崇，到了乾隆四十三年（1778年）時，地方人士乃籌議重建，購置店屋出租，將租金作為該廟的香火。在乾隆四十五年（1780年）所勒刻的「佛頭港福德祠碑記」便明文規定廟前的店屋不可以高過此廟。
然而到了嘉慶十二年（1807年），該廟發生火災而毀損，於三年後集資大修，留下了嘉慶十六年（1811年）八月的額刻碑題「重建景福祠碑記」和廟中「萬物資生」匾作為此事見證。廟名亦由「佛頭港福德祠」改為「佛頭港景福祠」，之後該廟有數十年未曾大修，只有小規模的修補。

### 近代
日治時期，總督府實施臺南市區改正計畫，導致景福祠因周邊道路的開闢深陷在街廓之中，更令原本連接商業大街的地勢不再，最後令廟前街道景象更加沒落。第二次世界大戰結束後，該廟在民國五十三年（1964年）整建拜亭，而七十年（1981年）時再修拜亭與屋頂，而成今日的樣貌，現在港道雖已不存，但該廟所在地形成的永樂市場依然十分熱鬧。

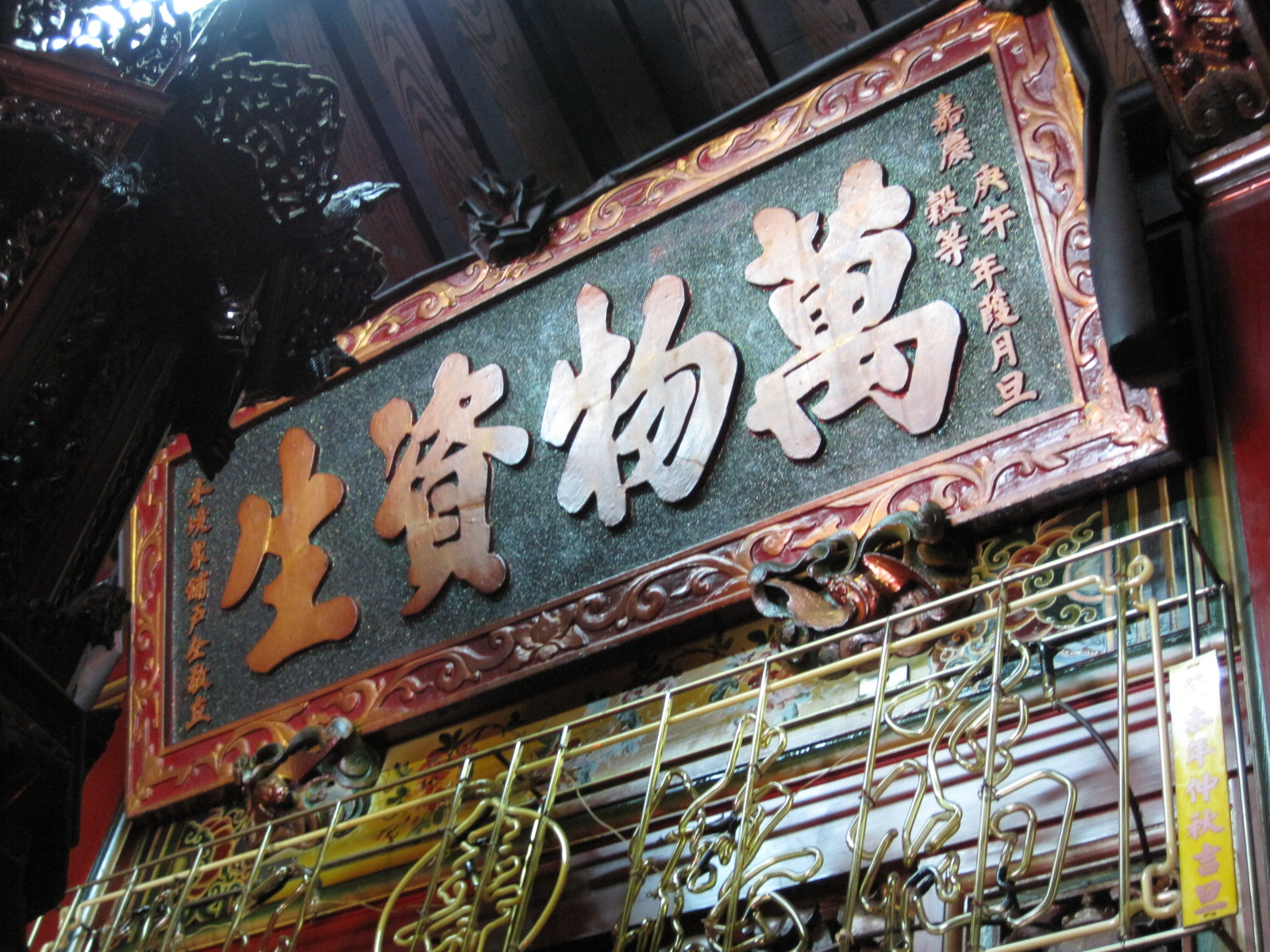
嘉慶十六年（1811年）設置的「萬物資生」匾

## 建築設計
景福祠的建築型制為閩式平房，分別由正殿與拜亭組成，廟身屋頂為硬山單簷燕尾式，今日拜亭部分構件已經改建成鋼筋混凝土構造，而正殿兩側的山牆有人物泥塑「郭子儀問安」及「程咬金獻瑞」，祠堂空間並不大。而在廟前左側立有乾隆四十五年（1780年）的「佛頭港福德祠碑記」及嘉慶十六年（1811年）「重建景福祠碑記」，以及與民國七十年（1981年）重修的石碑一座，外面則透過玻璃保護。
此外，廟中正殿的「萬物資生」匾額則為該廟最重要的古匾，於嘉慶十六年（1811年）所立，此外拜殿簷柱旁有一日治時期留下的消防柱。

## 祀神
景福祠主祀福德正神（土地公），副祀火德星君、觀世音菩薩、文判、武判、虎爺及許多小尊神像，根據昭和8年(公元1933年)的《臺南州祠廟名鑑》所記載，嘉慶年間即供奉火德星君的緣由，推測因嘉慶12年(公元1807年)景福祠祝融之災，使重建後的新廟特別從法華寺分香祭祀火德星君。
每年，景福祠重要的祭典為農曆2月2日的土地公聖誕與農曆8月15日的福德正神成道日，廟內均會舉辦慶典與繞境活動。近年亦有辦理與其他土地公廟協同巡視的慶典。

## 其他
佛頭港昔日運送的貨物以從福州來的杉木為大宗，有很多杉行在此，因此景福祠前的普濟街古名為「杉行街」。而當時在碼頭有「大崙蔡」與「前埔蔡」兩個苦力集團，時常因搶著搬運貨物而發生衝突，再加上兩邊剛好同姓，而有了「蔡堵蔡，神主摃摃破」的俗諺。
除此之外由於佛頭港的水道較為寬長，昔日船夫與碼頭苦力會在這裡賽龍舟，為臺灣府城的一大盛事。

## 外部連結
- 臺南景福祠——文化部文化資產局 （页面存档备份，存于）
- 臺南景福祠——文化部iCulture （页面存档备份，存于）
- 臺南景福祠——臺灣宗教文化地圖 （页面存档备份，存于）
- 臺南景福祠——臺南市政府觀光旅遊局—— （页面存档备份，存于）